# Gordon Byron
Gordon Frank Byron (* 4. September 1953 in Prescot) ist ein ehemaliger englischer Fußballspieler.

## Karriere
Byron gehörte Anfang der 1970er Jahre als Apprentice (dt. Auszubildender) Sheffield Wednesday an, 1971 stieg er dort zum Profi auf und war Kapitän des Jugendteams. Ohne Pflichtspieleinsatz im Profiteam des Zweitligisten wechselte er 1974 zu Lincoln City in die Fourth Division. Dort kam der Mittelfeldakteur im Verlauf der Spielzeit 1974/75 unter Trainer Graham Taylor zu sechs Liga- und vier FA-Cup-Einsätzen; insgesamt sechs davon in der Startelf, zumeist wenn Dennis Booth offensiver eingesetzt wurde. Bei den jeweils im Wiederholungsspiel errungenen FA-Cup-Siegen gegen das klassenhöhere Port Vale (Endstand 2:0) als auch gegen den Ligakonkurrenten Hartlepool (1:0) gehörte er zu Startaufstellung.
Bereits am Saisonende verließ er den Klub wieder und spielte noch im Non-League football, zunächst einige Monate für Clifton Town und anschließend für Skegness Town in der Midland League. Nachdem er zwischenzeitlich nach Australien ausgewandert war, trat er in der Saison 1980/81 noch für Lincoln United in der Yorkshire League in Erscheinung.